# Fläckig buskblomfluga
Fläckig buskblomfluga (Parasyrphus punctulatus) är en tvåvingeart som först beskrevs av George Henry Verrall 1873.  Fläckig buskblomfluga ingår i släktet buskblomflugor, och familjen blomflugor. Arten är reproducerande i Sverige. Inga underarter finns listade i Catalogue of Life.

## Bildgalleri

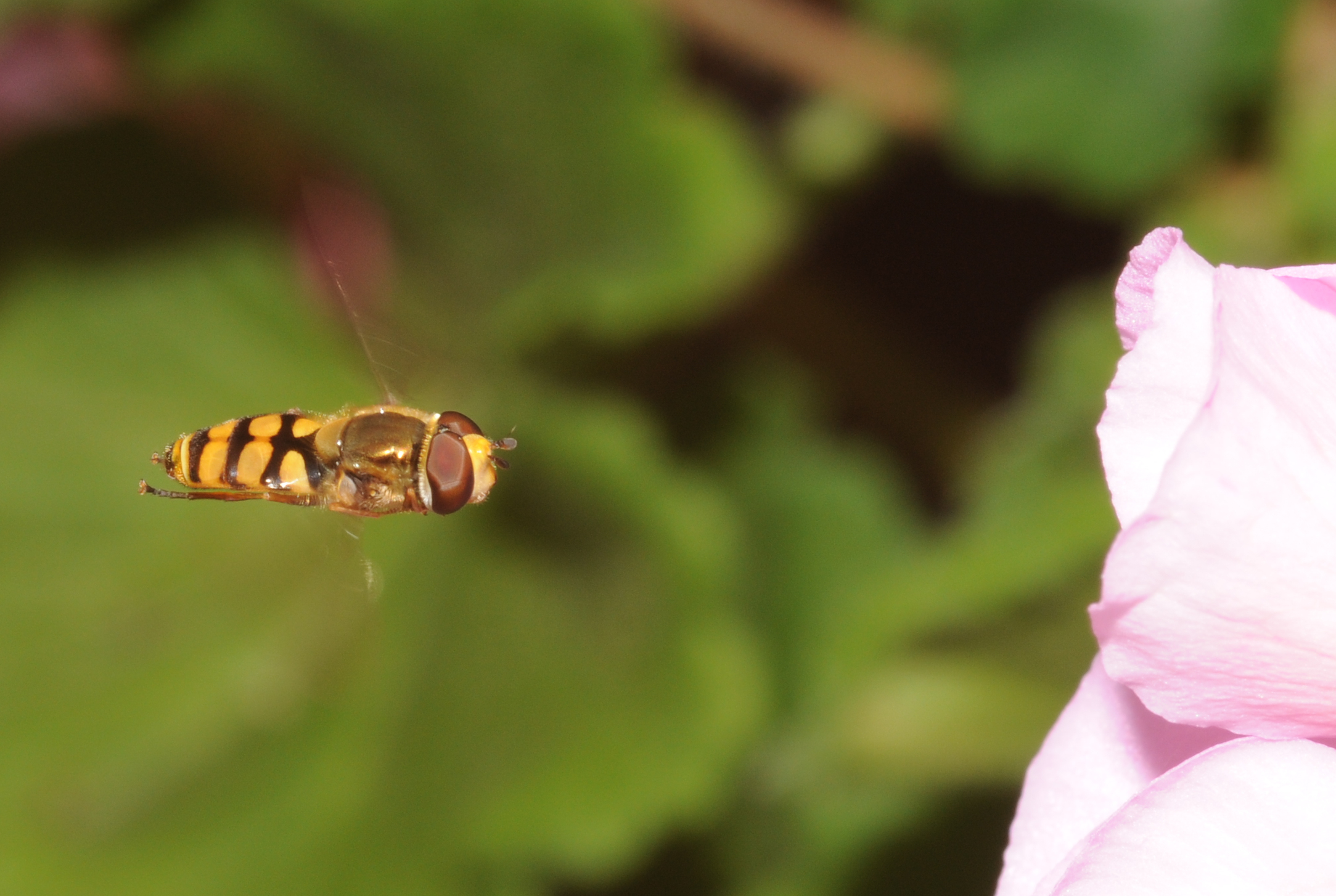
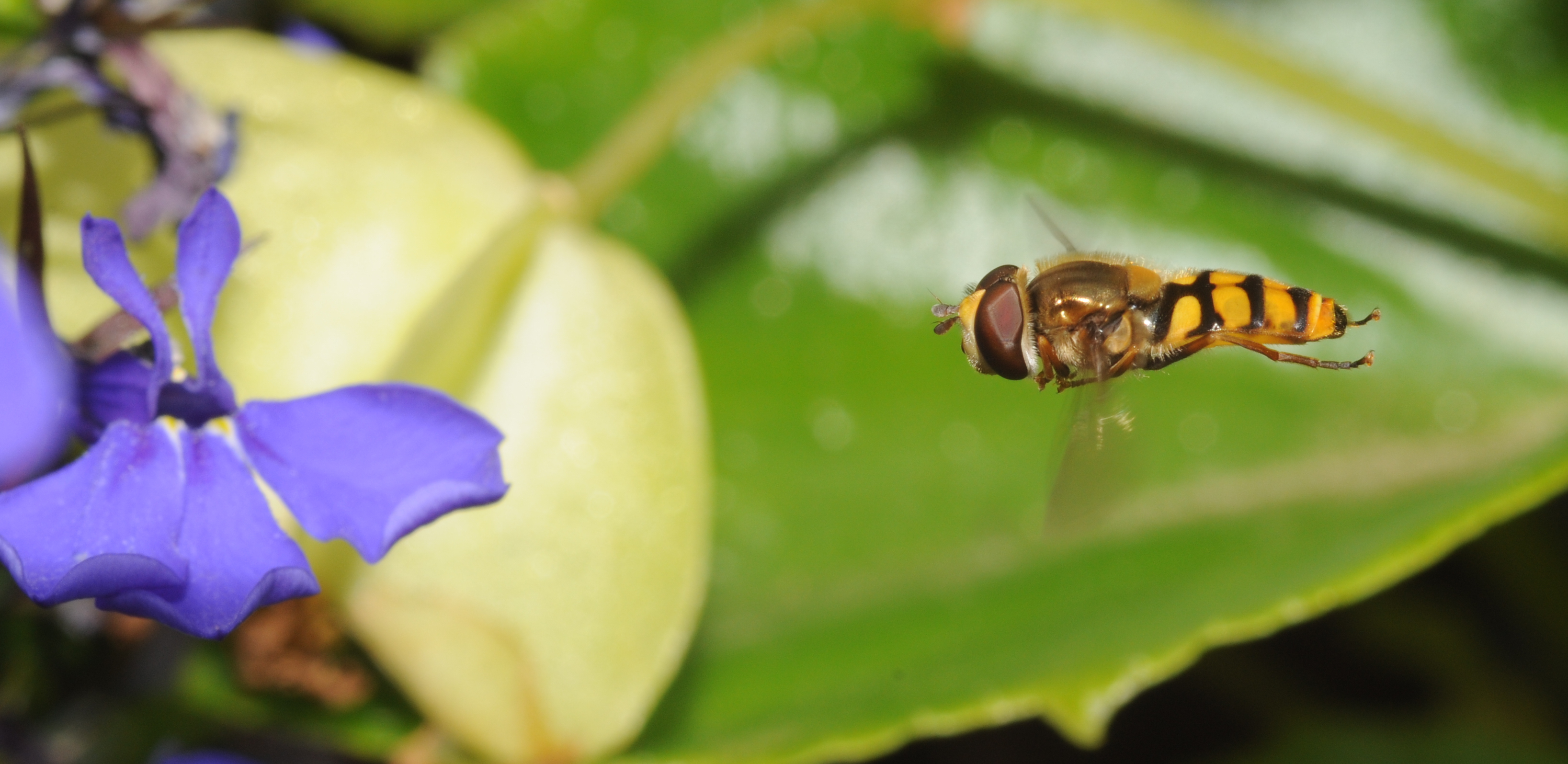
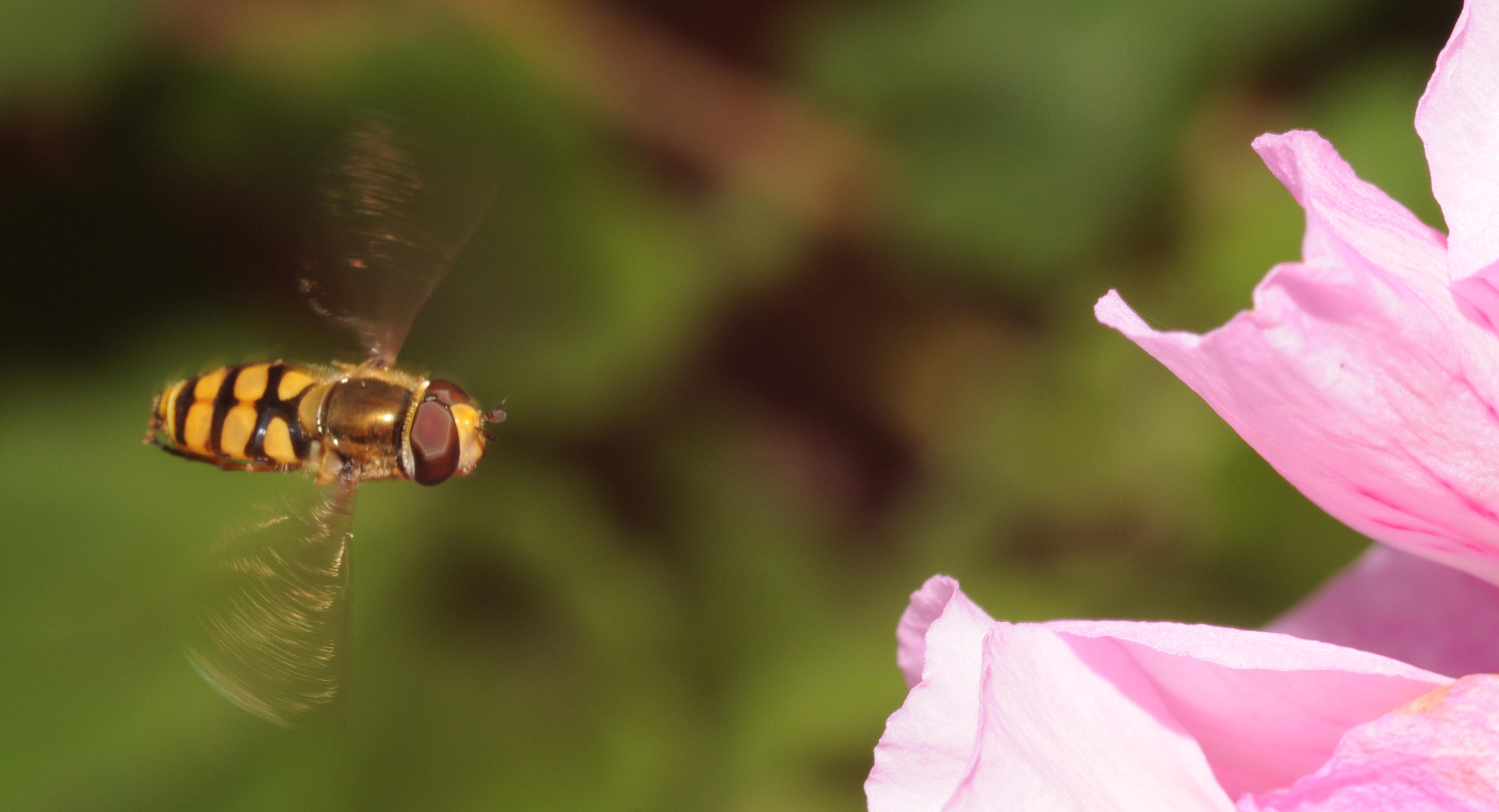
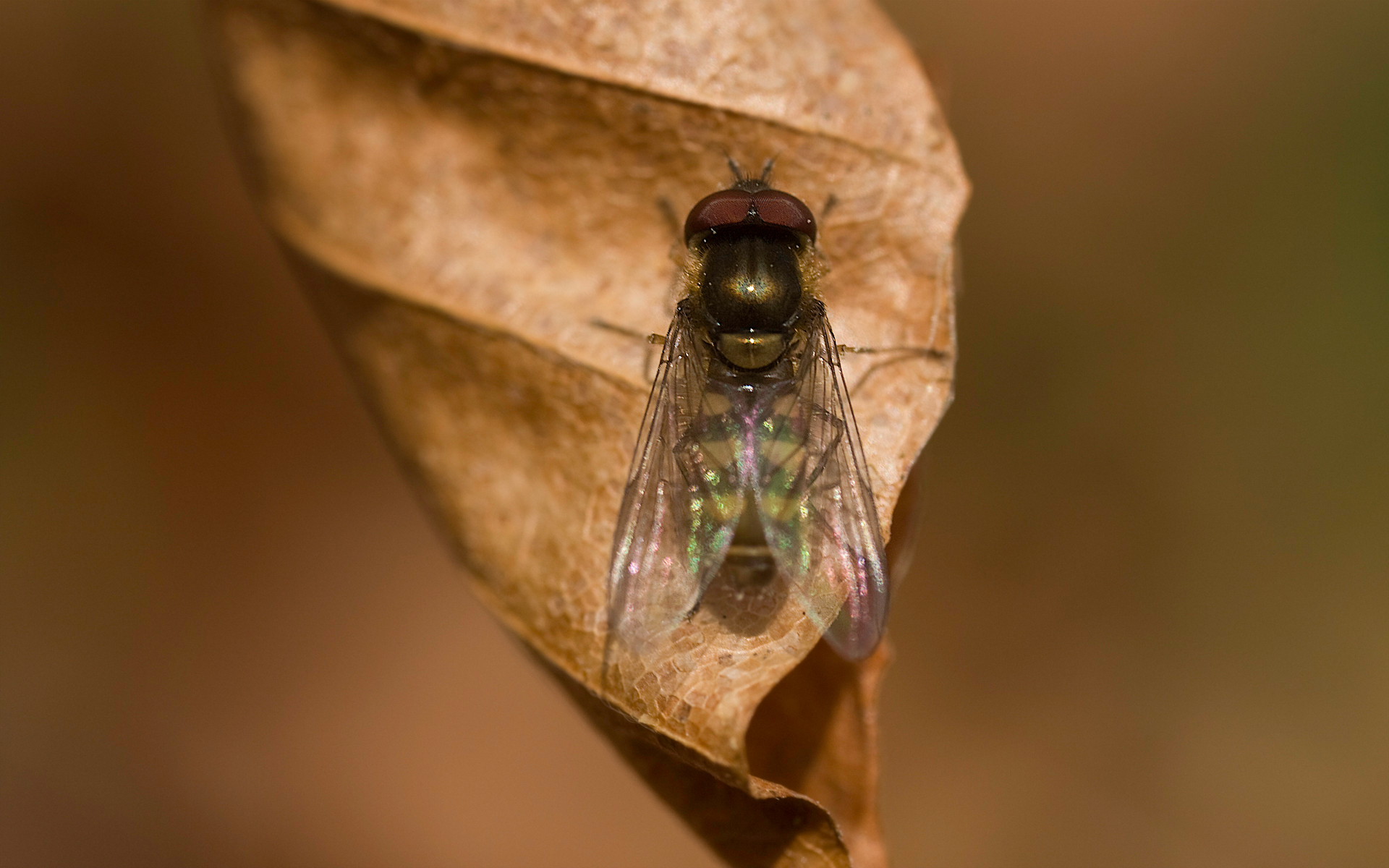
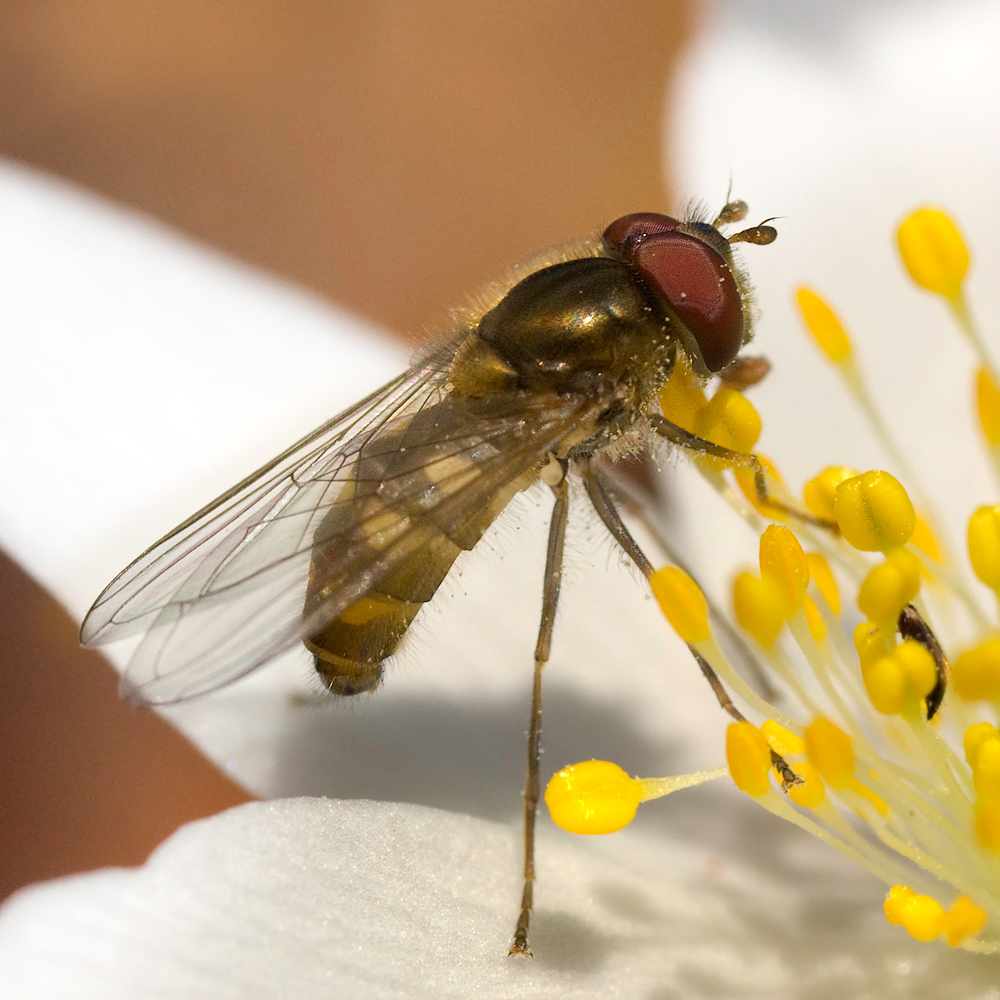
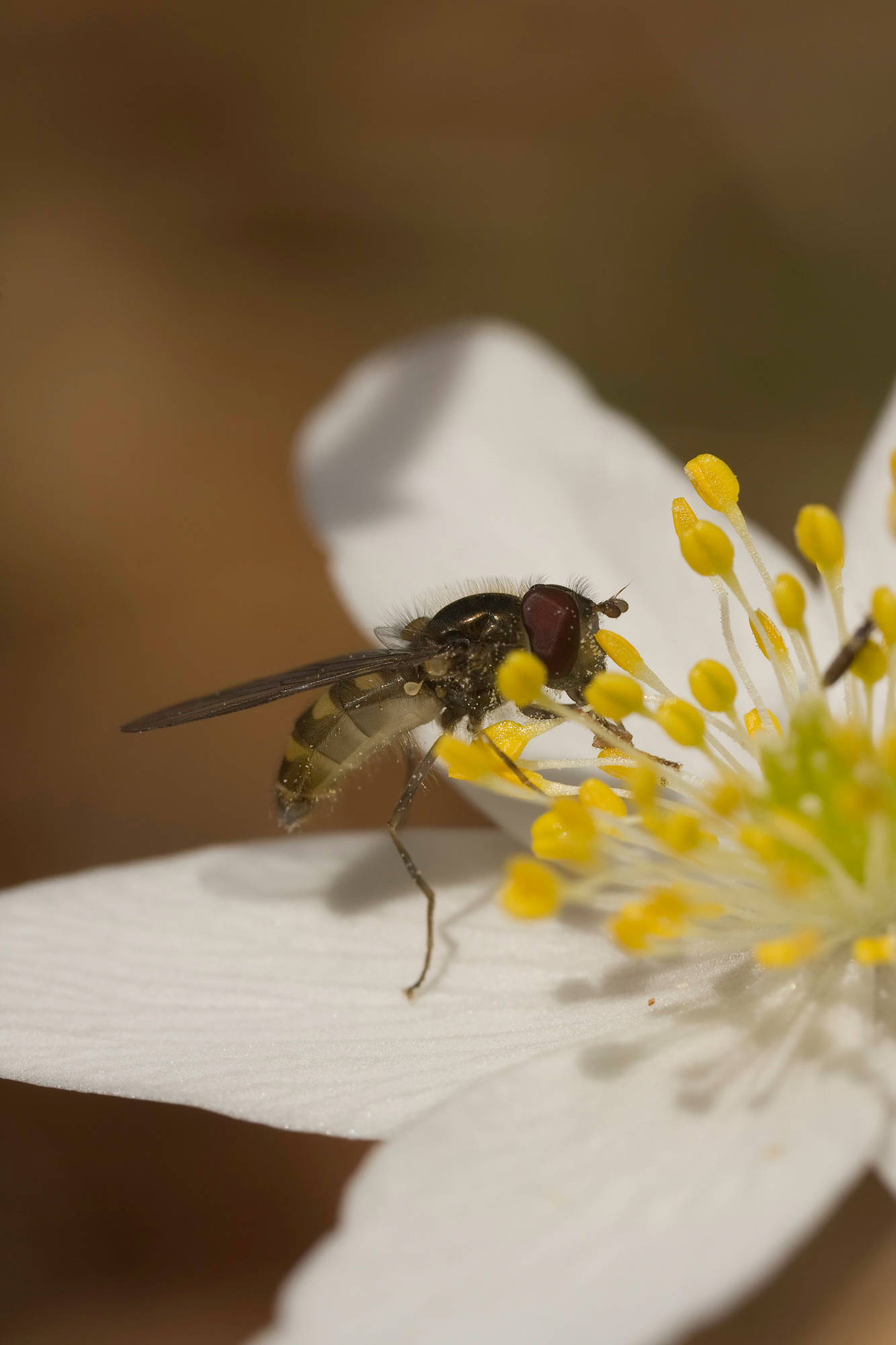